# Pamphilos (Maler)
Pamphilos war ein griechischer Maler aus Amphipolis in Makedonien, der um 390 v. Chr. bis um 350 v. Chr. lebte.
Pamphilos begründete mit seinem Lehrer Eupompos die sikyonische Malerschule. Er verfügte über eine gründliche wissenschaftliche Bildung und betätigte sich auch als Schriftsteller.
Bekannt ist der von ihm aufgestellte Satz, dass ohne Mathematik und Geometrie die Malerei nicht zur Vollendung gebracht werden könne. Wer bei ihm Unterricht nehmen wollte, musste sich zu einem zwölfjährigen Kursus und einem Honorar von einem Talent (Gegenwert eines Segelschiffes) verpflichten. Dennoch war die Zahl seiner Schüler bedeutend, der größte unter ihnen Apelles.
Von den Werken des Pamphilos werden genannt: das Treffen bei Phleius, Odysseus auf dem Schiff und ein Familienbild.